# Il gattopardo (film)
Il gattopardo is een film uit 1963 van de Italiaanse regisseur Luchino Visconti, gebaseerd op de gelijknamige roman van Giuseppe Tomasi di Lampedusa. De film beschrijft in Technicolor-beelden het machtsverval van een aristocratische familie op Sicilië gedurende de jaren 1861-1863, tijdens de Italiaanse nationalistische revolutie (Il Risorgimento) waarvan Giuseppe Garibaldi de voorman was.

Visconti doet in rijkdom aan minutieuze details en met epische spankracht tijdperk herleven waarbij de noodzaak voor sociale veranderingen en melancholie over verlies aan waardevolle tradities gelijke aandacht krijgen.
—  Speelfilmencyclopedie

## Verhaal
Don Fabrizio, prins van Salina, is een levenskrachtige veertiger die met zijn familie en zijn biechtvader ieder jaar - revolutie of geen revolutie - heen en weer reist tussen zijn zomerverblijf op het land en zijn stadspaleis in het stadje Donnafugata bij Ragusa in Zuid-Sicilië. Zijn voornaamste tijdverdrijf is de jacht, al interesseert hij zich ook voor sterrenkunde. Hij discussieert over de opkomende nieuwe orde en de gevolgen daarvan voor de adel met zijn biechtvader, die daarover zijn eigen zorgen heeft; die vertrouwt er niet op dat in een liberale seculiere staat de bourgeoisie de armenzorg van de kerk zal kunnen en willen overnemen. Tegelijk probeert hij de Don Fabrizio te vermanen, die wegens een onbevredigend huwelijk buiten de deur vertier zoekt. De prins probeert op zijn beurt zijn neef Tancredi ervan te weerhouden deel te nemen aan Garibaldi's veldtocht, maar Tancredi weet zijn oom te overtuigen met de sleutelzin Alles moet veranderen om alles bij het oude te houden.("Se vogliamo che tutto rimanga come è, bisogna che tutto cambi"), dat wil zeggen de adel kan haar positie alleen behouden door mee te gaan met de tijd.
Het Koninkrijk der Beide Siciliën van de Bourbons gaat ten onder. Tancredi neemt dienst bij de troepen van koning Victor Emanuel II van het zich verenigende Italië. Concetta, de oudste dochter van de Don Fabrizio, is verliefd op Tancredi, maar de prins acht haar niet geschikt als partner, juist vanwege de grote toekomst die hij Tancredi toedenkt. Hij lijkt in te zien dat de dagen van feodale heerschappij voorbij zijn. Bovendien is Concetta niet rijk genoeg: ze zal haar erfenis immers moeten delen met haar zes broers en zusters. Daarop volgt de memorabele entree van Angelica, de enige erfdochter van Don Calogero Sedara, de rijke burgemeester van eenvoudige komaf van Donnafugata. Met haar verblindende schoonheid doet zij Tancredi Concetta snel vergeten.
In een referendum - wellicht de ultieme vernedering voor een aristocraat - stemmen de Sicilianen voor aansluiting bij de nieuwe Italiaanse staat van koning Victor Emanuel. Opmerkelijk is dat heel Donnafugata hetzelfde stemt als Don Fabrizio, dus voor aansluiting, althans volgens de telling van de burgemeester. Een van de pachters van de Don Fabrizio vertelt hem later dat hij tegen de Italiaanse eenwording heeft gestemd. De oude loyaliteiten, die de 'Risorgimento' (wederopstanding) zo moeizaam maken, komen daarbij duidelijk tot uiting. Bovendien blijkt Tancredi, zodra de nieuwe orde een feit is, Garibaldi toch maar een roverhoofdman te vinden. Hij heeft politieke ambities en vindt het, heel opportunistisch, goed als het leger snel zal afrekenen met Garibaldi en zijn roodhemdige strijders. Tijdens een schitterend gefilmd bal overdenkt Don Fabrizio de loop der dingen, zowel in de samenleving als voor hem persoonlijk. Als man van middelbare leeftijd ziet hij met weemoed de opkomst van een jongere generatie, voor wie de dood nog zo ver weg is.

## Rolverdeling
| Acteur            | Personage              |
| ----------------- | ---------------------- |
| Burt Lancaster    | Don Fabrizio di Salina |
| Claudia Cardinale | Angelica Sedara        |
| Alain Delon       | Tancredi Falconeri     |
| Paolo Stoppa      | Don Calogero Sedara    |
| Rina Morelli      | Maria Stella di Salina |
| Romolo Valli      | Pater Pirrone          |
| Terence Hill      | Graaf Cavriaghi        |
| Pierre Clémenti   | Francesco Paolo        |
| Lucilla Morlacchi | Concetta               |
| Giuliano Gemma    | Generaal               |
| Ida Galli         | Carolina               |
| Ottavia Piccolo   | Caterina               |
| Leslie French     | Ridder Chevally        |
| Serge Reggiani    | Don Ciccio Tumeo       |

## Prijzen
- Gouden Palm 1963 voor 'beste film' tijdens het filmfestival van Cannes
- Premi David di Donatello 1963 voor beste productie (Italiaanse filmprijs)
- Zilveren medailles 1964 van de Sindacato Nazionale Giornalisti Cinematografici Italiani voor
  - beste fotografie en kleur
  - beste kostuumontwerp
  - beste regie